# Aramidová vlákna
Aramidová vlákna jsou textilie z aramidů (typ polyamidů) s dlouhým uhlovodíkovým řetězcem, z jehož peptidických vazeb nejméně 85 % musí být spojeno se dvěma aromatickými jádry. Označení aramid vzniklo ze spojení slov aromatický polyamid.

Struktura m-aramidu

Zpravidla se rozeznávají dvě skupiny: 
- Meta-aramidy (metafenylen-izoftalamidy, zkráceně také MPIA), vynikající svou termickou odolností a elektroizolačními schopnostmi.

- Para-aramidy (p-fenylen-tereftalamidy, zkráceně PPTA) s podstatně vyšší pevností v tahu a vyšším modulem pružnosti.

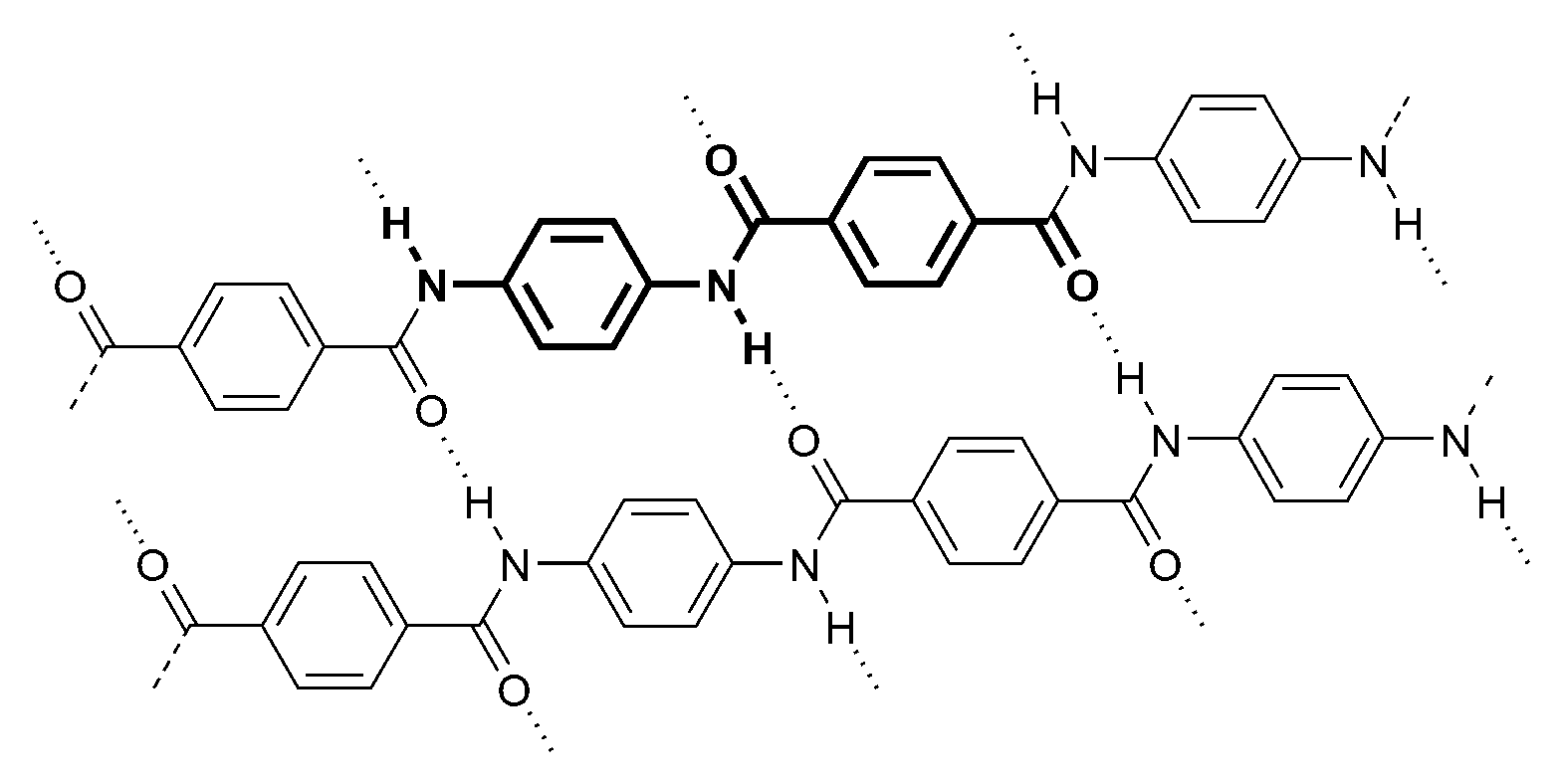
Struktura p-aramidu

## Z historie aramidových vláken
1967 meta-aramid nomex uveden na trh (DuPont)
1972 komerční výroba para-aramidu kevlar (DuPont)
1982 výroba para-aramidu arenka (AKZO), 1984 pod názvem twaron
1987 para-aramid technora (Teijin) uveden na trh
1998 para-aramid armos (různí výrobci v Rusku) uveden na trh Celosvětová roční produkce aramidových vláken se v roce 2017 odhadovala na 115 000 tun, z toho asi 1/2 pocházela od firmy DuPont a 1/4 od firmy Teijin.

## Výroba
- Meta-aramidy se průmyslově vyrábějí tak, že se do roztoku benzen-1,3-diaminu zchlazeného pod 0 °C přidává chlorid kyseliny isoftalové. Po smísení s hydroxidem draselným dochází ke kondenzační reakci. Směs o koncentraci 17 % se pak zahřívá na cca 150 °C, filtruje a zpracovává suchým zvlákňováním.[5]
- Para aramid se vyrábí metodou dry-jet-wet z polymeru p-fenylen-tereftalamidu (PPTA) v kyselině sírové, která se protlačuje tryskou, vzniklý filament prochází vzduchovou mezerou, kde se dlouží, dále do koagulační lázně. Následuje praní, neutralizace, sušení a navíjení na cívku.[6]

K textilnímu zpracování se dodává:

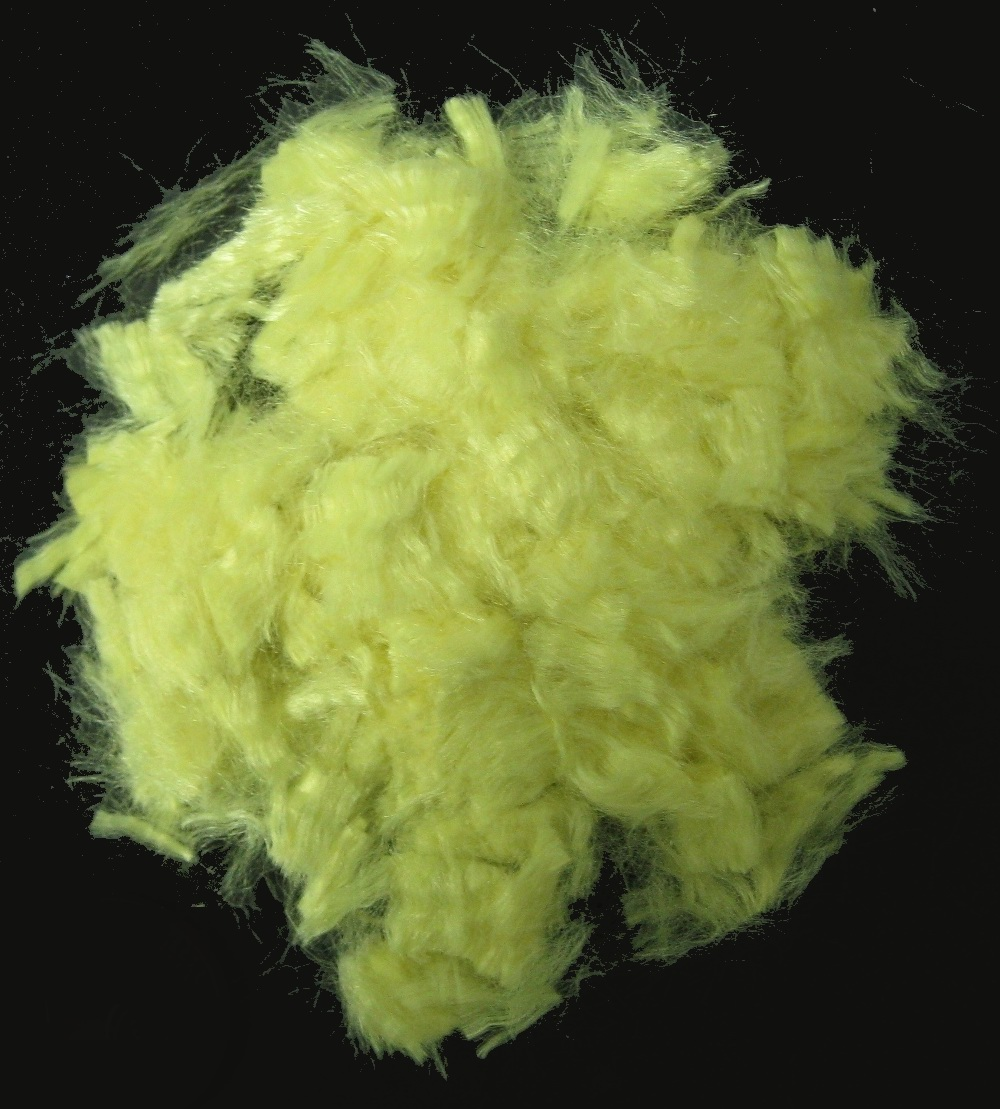
Aramidová stříž

- Filament v jemnostech 22-167 tex (15-90 €/kg)
- Stříž v jemnosti 1,7 dtex v délkách 38-85 mm (m-aramid 10-25, p-aramid 10-40 €/kg)
- Sekaná vlákna v délkách 1-12 mm[5] [7]

## Vlastnosti

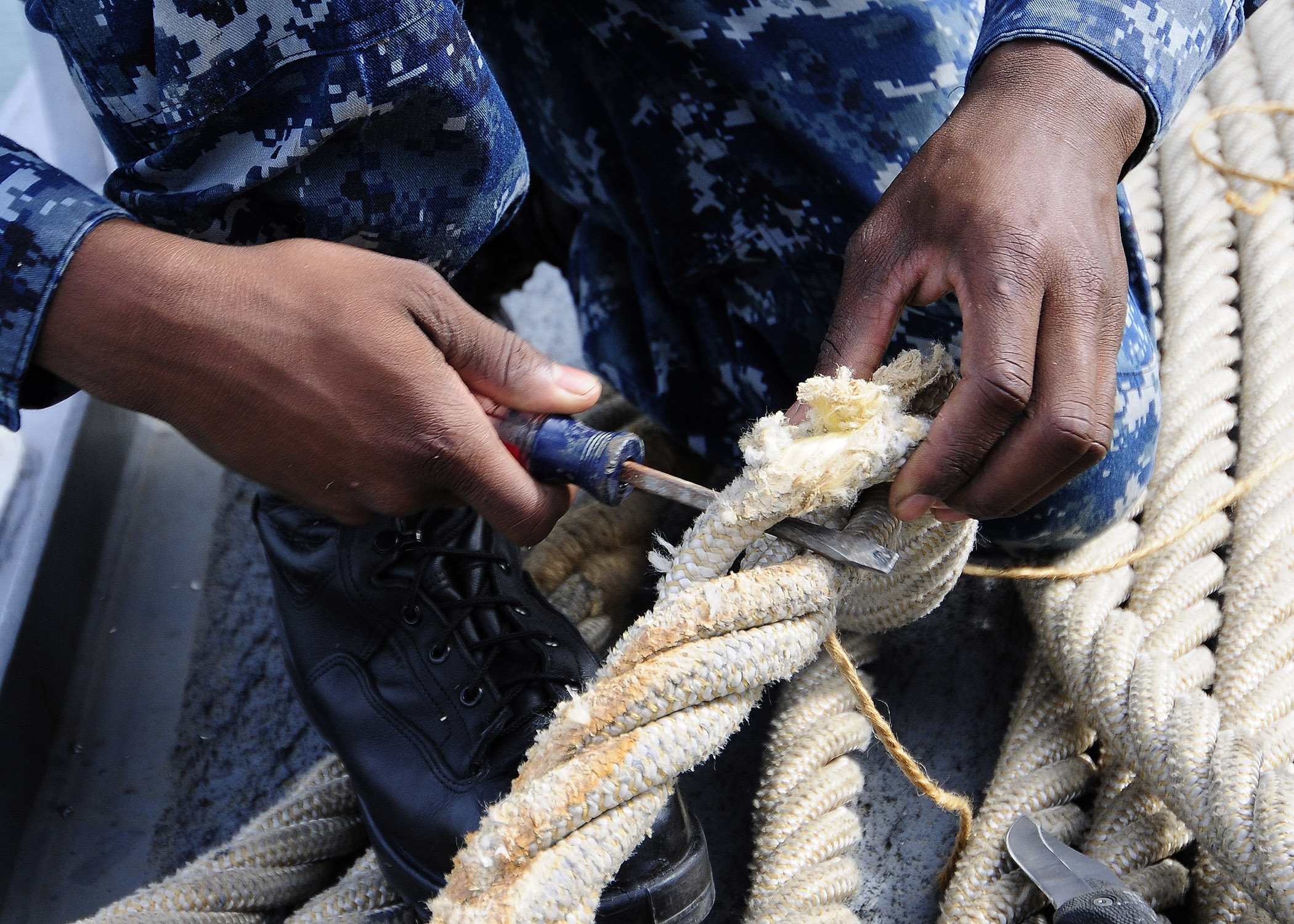
Kotevní lano z kevlarové příze

Aramidy se řadí k vláknům s vynikajícími vlastnostmi, tzv. high performance fibers. Porovnání některých vlastností s podobnými materiály:
| Vlákno              | Obchodní značka | Specif. hmotnost g/cm³ | Tažná pevnost cN/dtex | Tažnost % |
| m-aramid            | Nomex           | 1,38                   | 4,7                   | 22        |
| p-aramid            | Kevlar          | 1,44                   | 19                    | 2,4       |
| uhlíkové vlákno     | T1000G          | 1,81                   | 20                    | 1,5       |
| polyesterové vlákno | Trevira         | 1,38                   | 8                     | 25        |

Mimo vysoké pevnosti a odolnosti proti horku se aramidy vyznačují značnou odolností vůči chemikáliím. Vlákna se netaví, teprve při cca 400 °C zuhelnatí.
K nevýhodám patří malá odolnost proti ultrafialovému záření a vlhku a obtížná barvitelnost.

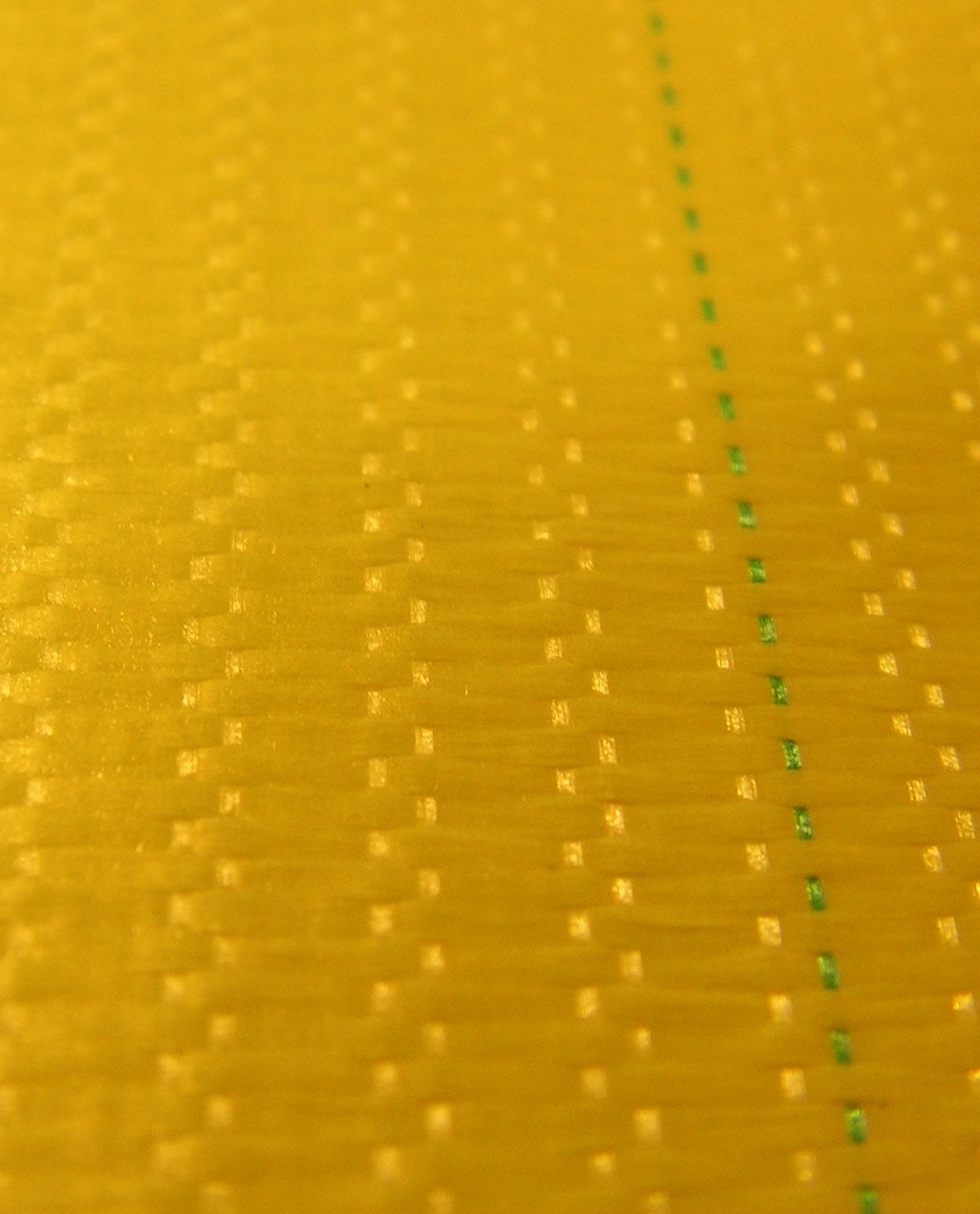
Tkanina z twaronové příze

## Použití
- Ochranné oděvy pro horké provozy, osobní pancíře
- Vojenské a hasičské přilby
- Výztuž kompozitů na součásti dopravních prostředků a stavebního materiálu.
- Filtry, pneumatikové kordy[9]

## Aramidimid
Aramidimid je varianta aramidu. Vlákno je absolutně nehořlavé, lehce nažloutlé, při 400 °C se rozkládá. Vyrábí se jako filament a stříž. Známé značky jsou Lenzing P84 a Kermel.